# مکتب فرانکفورت
مکتب فرانکفورت (به آلمانی: Frankfurter Schule) در رابطه با نظریۀ انتقادی، نام مکتبی آلمانی است که در دهۀ ۱۹۳۰ (میلادی) توسط ماکس هورکهایمر در قالب یک انجمن پژوهش‌های اجتماعی در فرانکفورت تأسیس شد. البته اصلی ترین بحث نظری آن را یورگن هابرماس مطرح نمود. عمده فعالیت این مکتب در زمینه‌های مربوط به فلسفۀ علوم اجتماعی، جامعه‌شناسی و نظریۀ اجتماعی نئومارکسیستی است و بیشتر جنبۀ واقع گرایانه دارد. معرفی کنندگان و مترجمان اصلی این سنت فکری در ایران عبارتند از: مراد فرهادپور، بابک احمدی، امید مهرگان، صالح نجفی، محسن ملکی، و جواد گنجی.

## چکیده
به میزانی که ذهن ها خالی اند، به همان میزان بلندگوی رسانه ها می شوند.
این پیام از پیامهای مهم علمی و فلسفی مکتب فرانکفورت است. مکتبی که در فلسفه، جامعه شناسی، روانشناسی، نقد سیاسی و ادبی، انسان شناسی، فرهنگ پژوهی و سیاست و اقتصاد تأثیرگذاری داشته است.
فلسفۀ اجتماعی و جامعه شناسی فرهنگی مکتب فرانکفورت به ما انسان ها خطرهای شبه آگاهی را تذکر می دهند. به ویژه انسان مدرن که افکار خود را از رسانه های جمعی می گیرد، بی آنکه قدرت درک و تحلیل محتوایی آنها را داشته باشد. توهم آگاهی، پی‌آمد تزریق اطلاعات نادرستی است که قدرت سیاسیِ مسلط مدام آنها را به اذهان توده های ناآگاه و ذهنهای ناورزیده فرو می کند.
مکتب فرانکفورت معتقد است که عام مردم فکر می کنند دارای عقیدۀ مستقل‌اند؛ در حالی که از کودکی تا پیری فکرشان را فقط از منابع قدرت مسلط دریافت کرده اند. توده های ناآگاه مردم در تمام جوامع بی آنکه خودشان هم بفهمند، تمام زندگی‌شان چرخۀ فریب حاصل از قبول رسانه های حاکم بوده است.

## پیشینه
در تاریخ ۲۲ ژوئن ۱۹۲۴ در شهر فرانکفورت آلمان (کنار رود ماین)، انستیتوی تحقیقات اجتماعی-فرهنگی مستقل از دانشگاه گشایش یافت. این مؤسسه تحقیقاتی، اشتهار خود را مدیون جنبش اعتراضی دانشجوئی دهۀ ۱۹۶۰ (میلادی) مانند جنبش مه ۱۹۶۸ فرانسه میلادی است که غیرمستقیم از نظرات مارکس و نگرش انتقادی این مؤسسه (مکتب فرانکفورت) نشأت می‌گرفت. این مؤسسه تحقیقات خود را بر پایۀ بینش کارل مارکس و زیگموند فروید از منظر اجتماعی-فلسفی در جوامع سرمایه‌داری آغاز کرده و گسترش آن را نقد و بررسی می‌کرد. یکی از معروف‌ترین تألیفات آن به نام «دیالکتیک روشنگری» اثر ماکس هورکهایمر که سال‌ها مدیریت مکتب را به‌عهده داشت و همکارش تئودور آدورنو است.
پس از گذشت نه سال از تأسیس، مکتب فرانکفورت به دلیل داشتن عقاید مارکسیستی، مجبور به مهاجرت به ژنو (۱۹۳۳/۱۹۳۴) و سپس به آمریکا شد. در سال ۱۹۵۰ میلادی مجدداً به فرانکفورت نقل مکان کرد. متفکران نسل اول این مکتب عبارت‌اند از: ماکس هورکهایمر، تئودور آدورنو، اریک فروم، هربرت مارکوزه، فرانس نویمان، والتر بنیامین.
نسل جوان‌تر مکتب فرانکفورت یورگن هابرماس و آلفرد شمیت بودند.
این مکتب از آغاز سال‌های دهه ۱۹۶۰ (میلادی) میلادی نقش مهمی در زمینه بررسی و نگرش منتقدانه به فرضیه‌های علمی و آموزش و پرورش در چهارچوب نئومارکسیسم داشته‌است.

## دیدگاه‌ها
از نظر مکتب فرانکفورت، پیدایش و رواج یافتن رسانه‌های جمعی و «صنعت فرهنگ» و رخنهٔ بی‌وقفهٔ آن‌ها در زندگی در طول قرن بیستم، نشانگر چرخش از سرمایه‌داری لیبرالی خود تنظیم شوندهٔ قرن نوزدهم به «سرمایه‌داری سازمان یافته و سراپا برنامه‌ریزی شدهٔ» قرن بیستم است.

## نظریه انتقادی و نقد ایدئولوژی
اندیشه‌های مکتب فرانکفورت بدون فهم درست نظریه‌ی انتقادی به‌طور کامل قابل درک نیست. در آغاز هورکهایمر در «نظریه‌ی سنتی و انتقادی» رئوس کلی این نظریه را مطرح کرد. نظریهٔ انتقادی بنا بر ایده‌ی هورکهایمر می‌تواند «نقد اجتماعی خودآگاهانه در جهت تغییر اجتماعی و رهایی از طریق روشنگری» تعریف شود که به‌طور جزم گرایانه اصول خود را حفظ نمی‌کند و به آن وفادار نمی‌ماند.
هورکهایمر با نظریه‌ی سنتی، که شامل نگرش پوزیتیویستی، علم گرایانه یا کاملاً بر مبنای مشاهده‌است و به کلی کردن مسائل و قوانین ثابت مبادرت می‌ورزد، به‌جدل می‌پردازد. او با استفاده از نظریات ماکس وبر، به این موضوع توجه می‌کند که علوم اجتماعی متفاوت از علوم طبیعی است، به این دلیل که کلی کردن (قوانین ثابت) نمی‌تواند از تجربیات اجتماعی حاصل شود، و این به خاطر آن است که فهمیدن اصل تجربهٔ اجتماعی، همواره به شکل ایده‌های شخص محقق آن در می‌آید. (منظور، اثر نظریات پژوهش‌گر در پژوهشی ذاتاً خنثی است، که با دخالت همیشگی فاعل (سوژه) به شکل جدیدی بدل می‌شود). آن چیزی که پژوهش‌گران متوجه آن نمی‌شوند این است که آن‌ها به‌طور ناخودآگاه درگیر زمینه‌های تاریخی هستند که ایدئولوژی وابسته به آن، کل پروژهٔ «تفکر» را تحت‌الشعاع قرار می‌دهد؛ بنابراین نظریهٔ فرد محقق، با ایده‌های ذهنی او هم انطباق پیدا می‌کنند، نه صرفاً «خود تجربه»:
واقعیاتی که احساسات ما به خودمان نشان می‌دهند به دو شیوهٔ اجتماعی قابل نمایش‌اند: اول از طریق سیرت تاریخی شی درک شده؛ دوم سیرت تاریخی ارگان ادراک‌کننده. هر دوی آن‌ها به‌طور ساده، طبیعی نیستند و توسط فعالیت‌های انسانی شکل گرفته‌اند و در عین حال، هر تک فرد، خودش را به صورت پذیرا، تسلیم و منفعل در زمینهٔ اصل ادراک، درک می‌کند.
برای هورکهایمر، مشی فهم علوم اجتماعی به روش علوم طبیعی قابل پیروی نبود. اگر چه مکاتب بسیاری به شکستن محدودیت‌های ایدئولوژیکی آن مبادرت ورزیدند (پوزیتیویسم، پراگماتیسم، نئوکانتیسم و پدیدارشناسی)، به اعتقاد هورکهایمر هیچ‌کدام از آن‌ها موفق به فهم علوم اجتماعی نشدند زیرا همهٔ آن‌ها تحت سلطه‌ی قضاوت متعصبانه‌ی «ریاضیات – منطق» قرار گرفتند که فعالیت نظریه پردازانه را از زندگی واقعی دور می‌کند (به این معنا که تمام این مکاتب کاوش‌های خود را به منطق متصل کردند که یک مبنای همیشه درست و قطعی، مستقل از پیشرفت‌های مداوم فعالیت‌های انسانی دارد). مطابق نظر هورکهایمر، پاسخ مناسب به این وضع دشوار، توسعهٔ نظریهٔ انتقادی است.
به عقیدهٔ هورکهایمر این مسئله، یک مسئله‌ی معرفت شناسانه است: ما نه فقط می‌بایست در شیوه‌ی ایده‌های دانشمندان تجدید نظر کنیم، که اساساً این اصلاح متعلق بر هر نوعی از «دانستن» خواهد بود. بر خلاف مارکسیست‌های ارتدوکس، که فقط یک الگوی قالب را برای نقد و عمل به‌کار می‌برند، نظریهٔ انتقادی تلاش می‌کند که به یک «خود انتقادی» برسد و هر نوع ادعای حقیقت محض را به چالش بکشد. نظریهٔ انتقادی قائل به عدم تقدم و برتری ماده (ماتریالیسم) بر آگاهی (ایده‌آلیسم) یا بالعکس است، به این دلیل که هر دو نوع معرفت، واقعیت را به صورت سودمند برای خود تحریف می‌کنند و آن را به صورت گروهی کوچک از گزاره‌ها درمی‌آورند. کاری که نظریهٔ انتقادی می‌خواهد بکند این است که خود را در بیرون تنگناهای فلسفی و محدودهٔ پایهٔ وجودی آن جای دهد. با این وجود، نظریهٔ انتقادی برای مبنای تفکری خود و ترمیم خود آگاهی (آگاهی به معنای فهم) انسانی، از ابزارهای مارکسیستی استفاده می‌کند.
هورکهایمر مدعی بود که نظریه‌ی انتقادی بایستی در جهت تحلیل کلیت جامعه در درون بازه‌ی زمانی خاص‌اش متمرکز شود (مثلاً اینکه چگونه شد که در این موقعیت در این لحظهٔ خاص زمانی قرار گرفت) و باید به سمت گسترده کردن فهم انسان از اجتماع با توجه به علوم مختلف اجتماعی شامل جغرافیا، اقتصاد، جامعه‌شناسی، تاریخ، علوم سیاسی، انسان‌شناسی و روان‌شناسی، حرکت کند. از آن جایی که نظریه انتقادی در همهٔ زمان‌ها باید خود-انتقادی کند، هورکهایمر بر این نکته پافشاری می‌کرد که یک نظریه در صورتی انتقادی است که روشنگر و قابل تشریح باشد؛ بنابراین نظریهٔ انتقادی می‌بایست تلفیقی از تفکر بر مبنای قواعد و مضاف بر آن عملی هم باشد تا «بتواند توضیح دهد که چه چیزی با شرایط حقیقی اجتماعی فعلی نادرست است، بازیگران تغییر دهندهٔ آن را بشناسد و قاعده‌ای کاملاً روشن را برای نقادی و رسیدن به اهداف عملی آینده فراهم آورد». نظریهٔ سنتی تنها آینه‌ای است برای حقیقت در هر زمان، نظریهٔ انتقادی درست هدفی عکس این «صرفاً آینه» بودن را دارد، هدف نظریهٔ انتقادی نه نمایش که تغییر اوضاع است. در زبان هورکهایمر هدف نظریهٔ انتقادی «رها ساختن انسان از بند جریاناتی است که او را به برده‌ی خود بدل می‌کنند.»
نظریه‌پردازان مکتب فرانکفورت به‌طور مشخص پیوندهایی به فلسفه‌ی انتقادی ایمانوئل کانت دارند، جایی که عبارت نقد به معنای بازتابی فلسفی از محدودیت‌های ادعاهایی است که برای دانش‌های مشخص ساخته شده‌اند و ارتباط مشخصی بین این نوع نقد و خودمختاری اخلاقی (به معنای کانتی) وجود دارد که با جبرگرایی و نظریه‌های ساکن به مقابله می‌پردازد. در مفهوم عقلانی نظریه‌ی انتقادی می‌کوشد که ایده‌های مارکس را از بند دگماتیسم پوزیتیویسم و علم‌گرایی و از سوی دیگر سوسیالیسم علمی برهاند و به آن مشی انتقادی اضافه کند.
از آن جا که هم مارکسیست-لنینیست‌ها و هم سوسیال دموکراتهای ارتدوکس، مارکسیسم را به عنوان نوعی جدید از علوم اثباتی پنداشتند، مکتب فرانکفورت و هورکهایمر، کار خود را بیشتر بر بنیان معرفت‌شناسی مارکس گذاشتند، که خودش آن را به شکل انتقادی در کتاب سرمایه بنیان نهاد؛ بنابراین آن‌ها تأکید می‌کردند که مارکس خواهان ایجاد نوعی جدید از تحلیل انتقادی بود که جهتش به سمت یگانه کردن نظریه و عمل انقلابی می‌رفت و نه ایجاد علمی اثباتی و جزمی. نقد، در مفهوم مارکسی، به معنای بیرون کشیدن ایدئولوژی از درون یک سازمان اجتماعی –مثلا آزادی فردی یا بازار آزاد از درون سرمایه‌داری- و انتقاد از آن به وسیله‌ی پیامدهای حقیقی‌اش –مثلاً بهره‌کشی و نابرابری اجتماعی- است. این متد به شیوه‌ای که مکتب فرانکفورت روی آن اثر گذاشت، چیزی بود که قبلاً توسط هگل و مارکس پایه‌گذاری شده بود: روش دیالکتیک.

## روش دیالکتیک
مؤسسه تلاش کرد که با فرمول‌بندی تازه‌ی دیالکتیک به آن نقشی استوار و محکم بدهد. استفاده از چنین شیوه‌ی دیالکتیکی به زمان هگل برمی‌گردد، کسی که دیالکتیک را به شکل یک تمایل در هر عقیده برای فایق آمدن بر عناصر متضاد در درون خودش که در اثر برخوردهای جنبه‌های تناقض‌آمیز ذاتی هر عقیده پدید آمده‌اند، می‌پنداشت. برخلاف دیگر شیوه‌های تفکری که قواعد ثابت و حالت‌های مشخص دارند، دیالکتیک هگلی بر مبنای پیشرفت و تغییر بر اثر زمان است، اثری که بر مبنای وابستگی و عمل متقابل اندیشه‌هاست.
تاریخ در نظر هگل حاصل تکامل یافتگی بر مبنای روش دیالکتیکی است. حال، تغییر شکل عقلانی یا سنتی تضادهای گذشته‌است. به این طریق تاریخ یک پروسه‌ی قابل فهم است و به‌طور مداوم به جلو می‌رود و پیشرفت می‌کند. با این وجود، توجه به آینده نزد هگل ارزش چندانی ندارد، زیرا به اعتقاد وی فلسفه تجویزی نیست و فقط در هنگام وقوع قابل ادراک است. تحقیق تاریخی، بنابراین عقیده صرفاً به شرح گذشته و حال محدود خواهد شد. از این رو برای هگل و اخلافش، دیالکتیک ضرورتا به سمت تأیید وضع موجود خواهد رفت، که در واقع هم این فلسفه‌ی هگلی در عمل به تأیید و توجیه مسیحیت و دولت پروس انجامید.
این ایده به شدت از طرف مارکس و دیگر هگلیان جوان مورد نقد واقع شد، که مدعی بودند هگل در دفاع از مفهوم انتزاعی عقل محض بسیار زیاده از اندازه پیش رفته و نتوانسته به شرایط واقعی طبقه‌ی کارگر – مثلاً ناخواسته و غیر عقلانی بودن آن – توجهی نشان دهد. با وارونه کردن دیالکتیک ایدئالیستی هگل، مارکس تئوری خود را بر مبنای ماتریالیسم دیالکتیک بنا نهاد و اعلام کرد که «این آگاهی انسانی نیست که شرایط خاص و معین بودنش را ایجاد می‌کند، اما در مقابل، این شرایط اجتماعی است که آگاهی او را معین کرده‌است». تئوری مارکس راه قانون ماتریالیستی تاریخ و فضا را در پیش می‌گیرد، که در آن نیروی محرک توسعه نیروهای تولیدی است؛ و از آن جایی که تناقضات مادی و اجتماعی سرمایه‌داری به‌طور ذاتی موجود است، قطعا این نیروهای «منفی» به سمت مقابله با اصل سرمایه‌داری جهت می‌یابند، و با تغییر آن فرم عقلانی جدیدی را خواهند ساخت: کمونیسم.
مکتب فرانکفورت به سهم خود، به این نتیجه رسید که روش دیالکتیکی تنها وقتی می‌تواند پذیرفته شود که «بتوان آن را برای خودش هم به کار برد». این به این معناست که اگر آن‌ها بخواهد این روش را بپذیرند می‌بایست ملزم به استفاده از قاعدهٔ خود-اصلاحی در اتخاذ روش دیالکتیکی باشند، این قاعده باعث خواهد شد که آن‌ها بتوانند تفسیرهای غلط دیالکتیکی قبلی را اصلاح کنند. به همین دلیل مکتب فرانکفورت به‌طور کامل شکل دگماتیک تاریخ‌گرایی، ماتریالیسم و مارکسیسم ارتدوکس را رد کرد. در واقع، تنش‌های مادی و مبارزه‌ی طبقاتی که مارکس از آن‌ها سخن می‌گفت، دیگر برای اعضای مکتب فرانکفورت دارای بار انقلابی -در درون جوامع معاصر غربی– تلقی نمی‌شد. نظری که نشان می‌داد از نظر آن‌ها تفسیرهای دیالکتیکی مارکس هم دارای نقص بودند و هم در مواردی به کلی غلط تعبیر شده‌اند.
بر خلاف مارکسیست‌های ارتدوکس، که در منظر آن‌ها پراکسیس به تنهایی مجری تبدیل ایدهٔ غیرقابل تغییر کمونیسم به فاز عملی است، عقیده دارند که بنابر قاعده‌ی دیالکتیکی، پراکسیس و تئوری، به یکدیگر وابسته‌اند و باید به‌طور دو جانبه برهم اثر بگذارند. وقتی مارکس در کتاب تزهایی در مورد فویرباخ جمله‌ی معروف خود را (فیلسوفان فقط جهان را به طرق مختلف تفسیر کرده‌اند، مهم تغییر آن است) یگانه ارزش فلسفه را در «عمل آگاهانه» آن می‌دانست. تئوریسین‌های مکتب فرانکفورت این نظر را بدین شکل اصلاح کردند که وقتی عمل ناکام می‌ماند، ریشه‌ی نظری این عمل باید مورد تجدید نظر قرار بگیرد. به‌طور مختصر، فیلسوفان سوسیالیست بایستی امکان خود انتقادی را باز بگذارند، تا بتوان بر خطاهای نظری فایق آمد. همان‌طور که تئوری به عمل آگاهی می‌بخشد، عمل (پراکسیس) هم باید موجب آگاهی نظری شود.

## تأثیرات اولیه
تأثیرات روشنفکرانه و تئوری‌های مورد توجه نسل اول نظریه پردازان انتقادی مکتب فرانکفورت به صورت قابل خلاصه شدن است.
- زمینه‌ی تاریخی: انتقال از سرمایه‌داری کارگشا و به نسبه محدود، به یک سرمایه‌داری انحصاری و امپریالیسم، رشد جریان‌های سوسیالیست کارگری، ظهور دولت رفاه، انقلاب روسیه و اوج‌گیری کمونیسم، دورهٔ ظهور نوعی جدید از تکنولوژی، ظهور فرهنگ عامه و رسانه‌های گروهی، هنر مدرن، اوج‌گیری نازیسم.
- تئوری وبری: تحلیل تطبیقی تاریخی از عقلانیت غربی در عصر سرمایه‌داری، دولت مدرن، عقلانیت سکولار علمی-فرهنگی-دینی، تحلیل شیوهٔ سلطه به‌طور کلی و به‌طور خاص در سلطهٔ بوروکراتیک عقلانی – قانونی مدرن، شیوهٔ ممتاز تحلیل هرمنوتیکی
- تئوری فرویدی: نقد ساختار سرکوب شدهٔ «اصل واقعیت» در جوامع پیشرفته و روان نژندی زندگی روزمره، کشف ناخودآگاه، فرایند اصلی تفکر، تأثیر عقدهٔ ادیپ، شناخت علت تشویش در زندگی روحی، تحلیلی روانی پایه‌های استبداد و رفتار غیر عقلانی جامعه
- نقد پوزیتیویسم: نقد پوزیتیویسم از منظری فلسفی، متد علمی، ایدئولوژی سیاسی و انطباق کامل با زندگی هر روزه (وضع موجود)، احیای دیالکتیک منفی (بازگشت به هگل)، توجه به عناصر انتقادی در پدیدارشناسی، تاریخ گرایی، اگزیستانسیالیسم و نقد ثبوت (غیر تاریخی بودن) و گرایش‌های ایدئالیستی آن‌ها، نقد پوزیتیویسم منطقی و پراگماتیسم.
- زیبایی‌شناسی مدرنیسم: نقد آگاهی کاذب و تجربهٔ شبه- مادی (به این معنا که یک رابطه، تجرد، یا شی به شکلی تعبیر شود که «انگار» وجود و قابلیت‌های مختلف دارد ولی در واقعیت نداشته باشد. مراجعه کنید به دو سفسطهٔ احساسی و مادی) به وسیلهٔ تحلیل و نشان دادن تناقض‌های سنتی و زبانی آن، تجسم شکل‌های جدید از «وجود» و «تجربه»، آزاد کردن ناخودآگاه، آگاهی به سبب یگانگی، وضعیت مدرنیته، توجه ویژه به کافکا، پروست، سوئنبرگ، برتون، نقد صنعت فرهنگ و فرهنگ «مثبت»
- تئوری مارکسیستی: نقد ایدئولوژی بورژوازی، نقدی از خود بی گانگی کارگر، ماتریالیسم تاریخی، تاریخ به مثابه مبارزهٔ طبقاتی و و استثمار کارگر در نظام‌های دارند شیوه‌های مختلف تولید، تحلیلی سیستمی از سرمایه‌داری به عنوان نظام گیرندهٔ ارزش کار کارگر (به شیوهٔ استثماری) به واسطهٔ عرضهٔ «کارگر» در بازار آزاد، یگانگی نظریه و عمل، تحلیل به قصد انقلاب، سوسیالیست دموکراسی (دموکراتیک سوسیالیسم)، جامعهٔ بی‌طبقه.
- تئوری فرهنگی: نقد صنعت فرهنگ به عنوان جلوگیری‌کننده از مخالفت (نگهداری وضع موجود)، نقد فرهنگ غربی به مثابه فرهنگ سلطه گر هم داخلی و هم خارجی، دیالکتیک رهایی و وجهه‌های سرکوب شده در فرهنگ نخبگی (کنترل عده‌ای خاص بر فرهنگ)، نقد سورن کی‌یرکگور از عصر حاضر، سنجش ارزش بر معیار جدید توسط نیچه، و ایدهٔ زیبایی شناسانهٔ شیلر.

در واکنش به تشدید ازخود بیگانگی و غیرعقلانی شدن در جوامع پیشرفتهٔ سرمایه‌داری، نظریه انتقادی به‌طور جامع، منتقد ایدئولوژی است و از منظر تاریخی بازتاب دهندهٔ تئوریست که به‌طور هم‌زمان خواهان دو چیز است: تشریح و کندوکاو نظام سلطه گر و یافتن امکاناتی برای ایجاد یک جامعهٔ عقلانی، انسانی و آزاد.
مؤسسه در دو شاخهٔ مرتبط با «امکان تبدیل افعال انسانی به اعمالی عقلانی» کمک بزرگی کرد. (به عبارت دیگر افرادی که بتوانند با عمل عقلانی کنترل جامعه و «تاریخ» خود را، خودشان به دست بگیرند). اولی پدیده‌ای اجتماعی بود که در نظریهٔ مارکسیستی روبنا یا ایدئولوژی نامیده می‌شود: هویت، خانواده و بنیان‌های قدرت، و دومی قلمرو زیبایی‌شناسی و صنعت فرهنگ – فرهنگ عامه. پژوهش‌های آن‌ها حاوی نگرانی مشترکی بود که بیان می‌کرد، سرمایه‌داری می‌تواند پیش شرط‌های انتقادی و آگاهی انقلابی سیاسی را نابود سازد. این به معنای ظهور نوعی «آگاهی تصنعی» ای از ایعاد عمیق ستم اجتماعی است.

## نقد تمدن غربی

### دیالکتیک روشنگری و اخلاق صغیر
دومین فاز نظریه انتقادی مکتب فرانکفورت بر دو کار محوریت دارد: کتاب دیالکتیک روشنگری نوشتهٔ تئودور آدورنو و ماکس هورکهایمر، و کتاب اخلاق صغیر نوشتهٔ آدورنو. هر دو کتاب در زمان تبعید اعضای مؤسسه در آمریکا نوشته شد. با وجود حفظ مدل تحلیل مارکسیستی، در این کتاب‌ها نظریه انتقادی محدودهٔ تأکیدی خود را تغییر داد. نقد سرمایه‌داری تبدیل به نقد تمدن غربی به‌طور کلی شد. در واقع، دیالکتیک روشنگری از افسانهٔ ادیسه به عنوان الگویی برای تحلیل سیر آگاهی بورژوازی استفاده می‌کند. هورکهایمر و آدورنو در این کتاب از موضوعاتی سخن گفته‌اند که در تفکر اجتماعی جایگاهی برجسته یافته‌است. در واقع، تفسیر آن‌ها از سلطهٔ طبیعی بودن (سلطهٔ فرم طبیعی نه عقلانیت انسانی) بر عقلانیت صنعتی (عقلانیت هدفمند و سودمدار بدون توجه به ارزش‌های دیگر) در تمدن غربی، سال‌ها قبل از ایجاد گروه‌های طرفدار طبیعت، ارائه شده بود.
تحلیل «عقل» از این هم فراتر می‌رود. عقلانیت در فرهنگ غربی به صورت ترکیبی از سلطه گرایی و عقلانیت صنعتی خود را آشکار می‌کند و تمام طبیعت درونی و بیرونی به زیر یوغ فاعلیت انسانی می‌آورد. در این فرایند، خود فاعل هم بلعیده خواهد شد و هیچ نیروی اجتماعی به مانند نیروی پرولتاریا نمی‌تواند خود را به عنوان رهایی‌بخش «فاعل انسانی» از بندهای خود ساخته‌اش بشناسد؛ بنابراین آدورنو برای نام دوم (در زیر نام) اخلاق صغیر می‌نویسد: " بازتابهایی از زندگی آسیب دیده ". در کلام آدورنو:
از آن جایی که مضمحل کردن عینی گرایی حرکت تاریخی، در فاز اخیریش عبارتست از نابودی «فاعلیت» ،(و با توجه به) عدم ظهور نوع جدید آن (فاعل جدید)، تجربهٔ فردی ضرورتاً بر مبنای همان فاعل قدیمی خواهد بود که حالا به‌طور تاریخی سرکوب و محکوم شده، و با وجود اینکه هنوز «برای خود است»، اما دیگر «در درون خود» نیست. فاعل هنوز به‌طور عمیقی احساس استقلال می‌کند، اما بطلان این احساس برای «فاعل‌ها» را می‌توان در اردوگاه‌های کار اجباری مشاهده کرد، جایی که مشغله، همین به دست گرفتن فرم فاعلی است.
بنابراین، زمانی که حقیقت خود به عنوان پایه‌ای برای ایدئولوژی بدیل شده‌است، بزرگ‌ترین کاری که نظریه انتقادی می‌تواند انجام دهد این است که شروع به شناسایی تناقضات دیالکتیکی موجود در خود تجربهٔ فاعلی کند و از جهت دیگر صداقت و درستی نظریه را نگهدارد. حتی خود پروسهٔ دیالکتیکی هم قابل شک است:" درستی یا نادرستی اش (نظریه و در اینجا دیالکتیک) ویژگی ذاتی و دائمی خود «روش» نیست، بلکه صرفاً در مفهوم و منظور آن در پروسهٔ تاریخی اش نهفته‌است.". این قصد و منظور باید در جهت آزادی کامل و خرسندی باشد. " تنها فلسفه‌ای که می‌تواند به‌طور معتبری در مقابل نومیدی و یاس (به‌طور عملی) قرار بگیرد، فلسفه‌ای است که همه چیز را به گونه‌ای در نظر داشته باشد که آن چیزها قرار است خود را از منظر (و در مسیر) "رستگاری" انسان نشان دهند. " البته آدورنو خود را به‌طور کامل از «خوشبینی» مارکسیسم ارتدوکسی دور می‌کند: " در کنار (و از منظر) چنین مطالبه‌ای از تفکر و جایگاه و مرتبهٔ آن، حتی خود سؤال واقعی بودن یا نبودن «رستگاری» (مثل رهایی انسان) به سختی با اهمیت جلوه می‌کند. "
از منظر جامعه شناختی، هم کارهای هورکهایمر و هم کارهای آدورنو حاوی دلسردی‌های دربارهٔ منبع و بنیان سطلهٔ اجتماعی است، دلسردی که در نظریهٔ انتقادی جدید به ظهور بدبینی دربارهٔ امکان رهایی و آزادی انسان منجر شد. این دلسردی به وضوح ریشه در جریان‌های تاریخی هم عصر این متفکران دارد. اوج‌گیری نازیسم، صنعت فرهنگ (فرهنگ انبوه) و سرمایه‌داری دولتی به عنوان شیوه‌های جدیدی از سلطهٔ اجتماعی که نمی‌شد آن‌ها را به طرز قانع‌کننده‌ای از طریق جامعه‌شناسی سنتی مارکسیستی تحلیل کرد. برای آدورنو و هورکهایمر، دخالت دولتی در اقتصاد به‌طور مؤثری تنش میان مناسبات تولید و نیروهای اجتماعی (جسمانی مانند کارگر) تولیدکننده – تنشی که از نظر نظریه مارکسیستی تناقض اصلی و بنیادی سرمایه‌داری است – را از میان می‌برد. بازار «آزاد» (به عنوان مکانیسمی «ناآگاه» برای توزیع کالا) و پدیدهٔ غیرقابل فسخ «مالکیت خصوصی» (در سرمایه‌داری) که مورد نظر مارکس بودند به تدریج با «برنامه‌ریزی متمرکز دولتی» و اجتماعی کردن ابزار آلات تولید در جوامع غربی جایگزین شدند. راه دیالکتیکی که در آن مارکس رهایی بشر را می‌یافت بدین شکل درآمده و به‌طور تأثیرگذاری مطیع سلطهٔ " عقل پوزیتیویستی " قرار گرفته‌است.

## فلسفهٔ موسیقی مدرن
آدورنو به عنوان یک موزیسین چیره‌دست و پیوندهای بسیار به موسیقی، کتاب فلسفهٔ موسیقی مدرن را نوشت که در آن به عنوان یک «ذات»، جدل‌هایی علیه زیبایی می‌کند. به این خاطر که معتقد است زیبایی تحت سلطهٔ جامعهٔ سرمایه‌داری پیشرفته و آگاهی کاذب قرار گرفته که به این واسطه به سلطهٔ اجتماعی کمک می‌بخشد و از این رو به چهرهٔ نمایاندهٔ سرمایه‌داری یک «لذت مرتبط با زیبایی» و «قابل قبول» بودن می‌افزاید. تنها موسیقی و هنر آوانگارد است که شاید بتواند حقیقت را با دریافتن واقعیت رنجش انسانی، حفظ کند. از این رو:
چیزی که موسیقی رادیکال لحاظ می‌کند بازگشتی به رنجش انسانی است. در همین حال لرزش‌های هراس‌آور روانی، در نمودی شبیه به زلزله‌نگار (استعاره‌ای از تغییراتی شدید و بالا و پایین‌های بسیار)، به عنوان قاعدهٔ تکنیکی موسیقی در خواهد آمد. این موسیقی دوام و توسعه را منع می‌کند (به وجه انتقادی). زبان موسیقی به دو قطبی افراطی بدل شده‌است. در یک طرف، به سوی سخن گفتنی حقیقتاً مشابه با هراس انسانی و در جهت دیگر به سمت یک ثبوت کامل واضح، ناشی از سکون انسان، انسانی که تشویش و نگرانی‌اش باعث شده در نقطهٔ ایستادگی‌اش (به مثابه یک رد پا) منجمد شود و تاب حرکت نداشته باشد… موسیقی مدرن نسیان کامل را در هدف خود می‌بیند. این پیام نومیدانه‌ای است، پیامی بر جا مانده از یک کشتی شکسته.. 

## دیالکتیک منفی
با پیشرفت روبه جلو جامعه‌ی صنعتی در دوره‌ی جنگ سرد، اندیشمندان نظریه انتقادی بر این نظر آمدند که راه سرمایه‌داری و تاریخ به‌طور قطعی عوض شده‌است؛ به گونه‌ای که ستم و فشار به شیوه‌های جدید و متفاوتی اعمال می‌شوند، و با توجه به این نکته، طبقه‌ی کارگر صنعتی، دیگر به عنوان یک عنصر تعیین‌کننده‌ی ضدسرمایه‌داری تلقی نمی‌شود. این اعتقاد مسبب آن شد که آن‌ها به سوی یافتن روش و متدی غیر مقید برای «منفی» بودن، از طریق ریشه‌های دیالکتیکی بروند. این منظر در کتاب انسان تک ساحتی مارکوزه و دیالکتیک منفی آدورنو دیده می‌شود. در این دوره‌ی زمانی، با وجود ماندگاری بعضی از اعضا، موسسه دوباره در فرانکفورت ساکن شده بود و قصد داشت نه فقط ادامه‌دهنده‌ی پژوهش‌های قبلی باشد که می‌خواست از منظر آموزش جامعه شناسانه و دموکراسی‌سازی آلمان غربی، نیرویی مؤثر باشد. این امر باعث تکمیل و ذخیره‌ی پژوهش‌های تجربی و تحلیل‌های تئوریک، به میزان بالا، از سوی اعضا شد.
در این دوره تفکرات مکتب فرانکفورت به‌طور اخص بر قسمت‌هایی از تفکر چپ گرایانه و به‌طور کلی جناح چپ اثر گذاشت، به خصوص بر چپ جدید. مارکوزه معمولاً به عنوان مغر متفکر و تئوریسین اصلی چپ جدید شناخته می‌شود. انتقاد آن‌ها از تکنولوژی، تمامیت‌خواهی، پایان‌شناسی و گاه تمدن بر گروه‌های آنارکو-پریمیتویسم اثر گذاشت. کارهای آن‌ها عمیقاً بر پژوهش گران حوزهٔ فرهنگ مردمی تأثیرگذار بود.
مهم‌تر از اینها، مکتب فرانکفورت تلاش کرد تا سرنوشت خرد را در عصر تاریخی جدید معین کند. در حالی که مارکوزه تحلیلی تکمیل از بنیان‌های تغییر یافته‌ی مفهوم «کارگر» در نظام سرمایه‌داری و ویژگی‌های ذاتی متدولوژی علم ارائه می‌داد، هورکهایمر و آدورنو مشغول به بازآزمودن بنیان‌های مکتب انتقادی بودند. این کوشش در کتاب دیالکتیک منفی آدورنو به وضوح قابل مشاهده‌است، کتابی که تلاش می‌کند باز تعریفی از دیالکتیک در دوره‌ای که «فلسفه، که یک مرتبه منسوخ شده به نظر رسید، به حیات ادامه می‌دهد تا لحظه‌ای را بفهمد و بیابد که از دستش داده و از نظرش به دور مانده‌است» ارائه دهد.

### تاریخچه مکتب فرانکفورت
جنبش فرانکفورت در سوم فوریه ۱۹۲۳ در دانشگاه فرانکفورت با کمک‌های فلیکس ویل پایه گرفت. اعضای اولیه مؤسسه لئو لونتال، کارل گراونبرگ (اولین رئیس مؤسسه)، هنریک گروسمن، کارل آگوست ویتفوگل، فرانس بورکنو و جولیان گمپرز بودند.
شخصیت‌های مشهورتری مانند فریدریش پولاک، والتر بنیامین و تئودور آدرنو در دههٔ ۱۹۲۰و کمی پس از شکل‌گیری مؤسسه به آن پیوستند. به تدریج افراد دیگری مانند هربرت مارکوزه، اریک فروم و ماکس هورکهایمر، دردههٔ ۱۹۳۰به مؤسسه گرویدند. اولین رئیس مؤسسه گراونبرگ بود. گراونبرگ در سال ۱۹۲۹ دچار سکته قلبی شده و در ژانویهٔ ۱۹۳۰هورکهایمر به عنوان رئیس مؤسسه انتخاب شد ونقش خود را به عنوان مهم‌ترین رهبر مکتب فرانکفورت تثبیت کرد. در سال۱۹۳۳ در پی به قدرت رسیدن نازی‌ها در آلمان، مؤسسه کار خود را در این کشور متوقف کرد واعضای آن به ژنو، لندن، پاریس وآمریکا گریختند. در سال ۱۹۳۵ بسیاری از نمایندگان مکتب به پاریس رفتند، ولی خیلی با انزجار و شتاب آنجا را ترک کردند، زیرا نظریاتشان در آن سرزمین قابل درک نبود و صدایشان هیچ پژواکی در محافل روشنفکری فرانسه ایجاد نکرد. تا سال ۱۹۴۰ تقریباً اغلب اعضا به آمریکا مهاجرت کرده بودند و برعکس فرانسه، درآنجا مورد استقبال قرار گرفتند و افکارشان طرفدارانی پیدا کرد.

### برنامه درسی فرهنگ والا و فرهنگ توده‌ای
یکی از سؤالات فرهنگی مرتبط با تعلیم و تربیت این است که برنامه درسی مدرسه دنباله رو چه فرهنگی باید باشد؟. این اساسی‌ترین سؤالها در برنامهٔ درسی است. هرچند سؤال مذکور در مکان‌های گوناگون جواب‌های مشخصی دارد.
اما پذیرش هریک تناقض‌ها و ناهماهنگی‌هایی نیز به دنبال دارد. به‌طور عام محتوای درسی که قرار است از سوی مدرسه به دانش آموزان عرضه شود ممکن است متأثر از فرهنگ نخبگان، آوانگاردهای سیاسی، دینی و علمی باشد. در حالت دوم ممکن است متأثر از فرهنگ عامه پسند و نیازهای کوچه و بازار باشد و در حالت سوم امکان دارد معجونی از خواص هر دو فرهنگ والا و عامه پسند را به نسبت خاص دارا باشد.
مفهوم اصلی آن، که بسیار مورد توجه آدورنو و هورکهایمر بود، اظهار می‌کند که «گناه نخستین» تفکر، به تلاشش برای حذف هر چیزی غیر از تفکر بر می‌گردد، تلاشش توسط فاعل (سوژه) برای بلعیدن ابژه (شی)، کوششی برای به دست آوردن هویت. این «تقلیل دادن» تفکر را شریک سلطه می‌کند. دیالکتیک منفی «برتری (فضیلت) ابژه» را نجات می‌دهد، نه به وسیلهٔ معرفت‌شناسی ساده‌لوحانه یا رئالیسم متافیزیکی، بلکه بر بنیان «تمایز (از منظر جامعه شناختی)»، پارادوکس و نیرنگ: «منطق از هم پاشیدگی». آدورنو از هستی‌شناسی هایدگر انتقاد می‌کند، به این علت که او فکر می‌کند این تفکر، تجدی دوبارهٔ ایدئالیسم و مفاهیم هویت محور در ظاهر است، که توانسته بر سنت فلسفی غلبه یابد.